# Quevedo (cantante)
Pedro Luis Domínguez Quevedo (Madrid, 7 de diciembre de 2001), conocido artísticamente como Quevedo, es un cantante y compositor español de reguetón, pop rap y trap latino.

## Biografía
Quevedo nació en Madrid, pero a los pocos meses su familia se trasladó a Brasil, donde vivió hasta los cinco años. Posteriormente, regresaron a España y se establecieron en Las Palmas de Gran Canaria. Allí cursó sus estudios en el Colegio San Antonio María Claret. Tras completar el bachillerato, inició la carrera de Administración y Dirección de Empresas en la universidad, pero decidió abandonarla para dedicarse por completo a su carrera musical.

## Carrera musical
Después de iniciarse en el freestyle rap, Quevedo comenzó su carrera en 2020, de la mano del productor Linton. Su sencillo «Ahora y siempre» (2021) ocupó el puesto #19 en la playlist Los 50 más virales: Global de Spotify, alcanzando también el segundo puesto en la lista de Los 50 más virales: España.
En 2022 colaboró en la canción «Cayó la noche remix» junto a otros artistas canarios como Cruz Cafuné, La Pantera o Bejo. La canción consigue liderar las listas de Los 50 más virales: España y Top 50 España, además de situarse en el top de Los 50 más virales: Global. Sus colaboraciones más exitosas de mediados de ese año fueron «Fernet» con el cantante argentino Rei y en «2Step» con el británico Ed Sheeran. En julio del mismo año lanzó junto con el DJ y productor argentino Bizarrap «Quevedo: Bzrp Music Sessions, Vol. 52», más conocido como «Quédate», que en menos de un día superó las diez millones de visitas y se situó en la primera posición de tendencias en Youtube España. El sencillo también se posicionó en el número 1 en la lista de Spotify Global.
A partir del verano europeo de ese año, comenzó a publicar adelantos del que será su primer álbum. A finales de julio publicó el tema «Sin señal» junto a Ovy On The Drums, consiguiendo la cifra de más de 30 millones de oyentes mensuales en Spotify. El 8 de septiembre lanzó «Vista al mar». El 3 de noviembre lanzó dos temas, «APA» junto a Mora y posteriormente «Punto G», el tercer adelanto de su primer álbum. El 15 de diciembre lanzó «Playa del inglés» junto a Myke Towers.
El 11 de enero del 2023, el cantante anunció su primer álbum de estudio titulado Donde Quiero Estar el cual fue lanzado el 20 de enero. El título referencia al lugar donde quiere estar tanto geográficamente como con el sonido musical. Tiene colaboraciones con Myke Towers, Cruz Cafuné, Omar Montes, entre otros.
El 1 de febrero de 2024 lanzó un sencillo titulado «La última», dónde habla de su proceso personal y público desde que inició en la música, la fama, el dinero, la soledad, la tristeza y la necesidad que tenía la cual lo impulsó a llegar a donde llegó. También anunció que se iba a tomar una pausa y le pondría freno a su carrera ya que desde que se hizo conocido con el remix de «Cayó la noche» nunca dejó de trabajar.

Necesito perder to' pa' volver al punto cero y recordar lo que costó poder salir del agujero, la piel de gallina mientras grababa «Piel de cordero», necesito enamorarme de toda esta mierda de nuevo y sin necesidad no puedo, si no es por necesidad, yo no me muevo, necesito ir a Los Brezos y ver mi ropa por el suelo, verme a mí jugando a ser rapero y reggaetonero
Quevedo en «La Última»

El 29 de junio dio a entrever en el festival < Big Sound > que volvería a la música, y el 28 de octubre volvió a la música después de 9 meses sacando la canción ''Duro'', que ha llegado al top 1 de canciones más escuchadas en España. Semanas después, publica el álbum Buenas noches, logrando ocupar íntegramente los puestos del 1 al 12 de canciones más escuchadas en España.

## Discografía

### Álbumes de estudio
- 2023: Donde quiero estar
- 2024: Buenas noches

## Giras
- 2023: Donde quiero estar Tour
- 2025: Buenas Noches Tour

## Premios y nominaciones
| Premio                           | Año  | Categoría                           | Nominado/trabajo                        | Resultado | Ref.   |
| -------------------------------- | ---- | ----------------------------------- | --------------------------------------- | --------- | ------ |
| Billboard Latin Music Awards     | 2023 | Canción latina del año – Global 200 | «Quevedo: BZRP Music Sessions, Vol. 52» | Nominado  | [ 28 ] |
| Billboard Latin Music Awards     | 2023 | Canción del año – Latin Rhythm      | «Quevedo: BZRP Music Sessions, Vol. 52» | Nominado  | [ 28 ] |
| Los 40 Music Awards              | 2022 | Mejor artista o grupo urbano        | Él mismo                                | Nominado  | [ 29 ] |
| Los 40 Music Awards              | 2022 | Mejor canción latina                | «Quevedo: BZRP Music Sessions, Vol. 52» | Nominado  | [ 29 ] |
| Los 40 Music Awards              | 2022 | Mejor colaboración latina           | «Quevedo: BZRP Music Sessions, Vol. 52» | Nominado  | [ 29 ] |
| Los 40 Music Awards              | 2023 | Mejor artista o grupo               | Él mismo                                | Nominado  | [ 30 ] |
| Los 40 Music Awards              | 2023 | Mejor artista o grupo urbano        | Él mismo                                | Ganador   | [ 30 ] |
| Los 40 Music Awards              | 2023 | Mejor álbum                         | Donde quiero estar                      | Nominado  | [ 30 ] |
| Los 40 Music Awards              | 2023 | Mejor canción                       | «El loco» (con Lola Índigo)             | Nominado  | [ 30 ] |
| Los 40 Music Awards              | 2023 | Mejor colaboración                  | «El loco» (con Lola Índigo)             | Nominado  | [ 30 ] |
| Los 40 Music Awards              | 2024 | Mejor canción urbana                | «No pienso llamar» (con Soge Culebra)   | Nominado  | [ 31 ] |
| MTV Europe Music Awards          | 2023 | Mejor artista español               | Él mismo                                | Nominado  |        |
| MTV Europe Music Awards          | 2024 | Mejor artista español               | Él mismo                                | Nominado  |        |
| Premios de la Academia de Música | 2024 | Artista del año                     | Él mismo                                | Nominada  | [ 32 ] |
| Premios de la Academia de Música | 2024 | Canción del año                     | «El tonto» (con Lola Índigo)            | Nominado  | [ 32 ] |
| Premios de la Academia de Música | 2024 | Mejor videoclip musical             | «El tonto» (con Lola Índigo)            | Nominado  | [ 32 ] |
| Premios de la Academia de Música | 2024 | Mejor álbum de música urbana        | Donde quiero estar                      | Ganador   | [ 32 ] |
| Premios de la Academia de Música | 2024 | Mejor canción urbana                | «Columbia»                              | Ganador   | [ 32 ] |
| Premios Carlos Gardel            | 2023 | Canción del año                     | «Quevedo: BZRP Music Sessions, Vol. 52» | Nominado  | [ 33 ] |
| Premios Carlos Gardel            | 2023 | Grabación del año                   | «Quevedo: BZRP Music Sessions, Vol. 52» | Nominado  | [ 33 ] |
| Premios Carlos Gardel            | 2023 | Mejor canción de música urbana      | «Quevedo: BZRP Music Sessions, Vol. 52» | Ganador   | [ 33 ] |
| Premios Grammy Latinos           | 2023 | Mejor fusión/interpretación urbana  | «Quevedo: BZRP Music Sessions, Vol. 52» | Nominado  | [ 34 ] |
| Premios Grammy Latinos           | 2023 | Mejor canción urbana                | «Quevedo: BZRP Music Sessions, Vol. 52» | Ganador   | [ 34 ] |
| Premios Juventud                 | 2023 | Mejor colaboración pop/urbano       | «Quevedo: BZRP Music Sessions, Vol. 52» | Nominado  | [ 35 ] |
| Premios Juventud                 | 2023 | Mejor álbum pop urbano              | Donde quiero estar                      | Nominado  | [ 35 ] |
| Premios Juventud                 | 2023 | La nueva generación masculina       | Él mismo                                | Nominado  | [ 35 ] |
| Premios Lo Nuestro               | 2023 | Artista revelación masculino        | Él mismo                                | Nominado  | [ 36 ] |
| Premios Lo Nuestro               | 2023 | Canción del año – pop urbano/dance  | «Quevedo: BZRP Music Sessions, Vol. 52» | Ganador   | [ 36 ] |
| Premios Lo Nuestro               | 2024 | Remix del año                       | «Polaris remix»                         | Nominado  | [ 37 ] |
| Premios Lo Nuestro               | 2024 | Canción del año – pop urbano        | «Columbia»                              | Nominado  | [ 37 ] |
| Premios Lo Nuestro               | 2025 | Mejor eurodance – pop urbano        | «Columbia»                              | Nominado  | [ 38 ] |
| Premios Lo Nuestro               | 2025 | Colaboración del Año – pop urbano   | «Oa»                                    | Nominado  | [ 38 ] |
| Premios Odeón                    | 2023 | Canción del año                     | «Quevedo: BZRP Music Sessions, Vol. 52» | Ganador   | [ 39 ] |
| Premios Odeón                    | 2023 | Videoclip del año                   | «Quevedo: BZRP Music Sessions, Vol. 52» | Ganador   | [ 39 ] |
| Premios Odeón                    | 2023 | Mejor canción urbana                | «Cayó la noche (Remix)»                 | Ganador   | [ 39 ] |
| Premios Odeón                    | 2024 | Álbum del año                       | Donde quiero estar                      | Ganador   | [ 40 ] |
| Premios Odeón                    | 2024 | Mejor canción urbana                | «Columbia»                              | Ganador   | [ 40 ] |
| Premios Odeón                    | 2025 | Mejor álbum urbano                  | Buenas noches                           | Ganador   | [ 41 ] |
| Premios Tu Música Urbano         | 2023 | Top Rising Star Masculino           | Él mismo                                | Nominado  | [ 42 ] |
| Premios Tu Música Urbano         | 2023 | Canción del año                     | «Quevedo: BZRP Music Sessions, Vol. 52» | Nominado  | [ 42 ] |
| Premios Tu Música Urbano         | 2023 | Top canción — pop urbano            | «Playa del inglés»                      | Nominado  | [ 42 ] |
| Premios Tu Música Urbano         | 2023 | Álbum del año — Rising Star         | Donde quiero estar                      | Nominado  | [ 42 ] |